# Hrabstwo Cumberland (Maine)
Hrabstwo Cumberland (ang. Cumberland County) – hrabstwo w stanie Maine w Stanach Zjednoczonych. Zostało założone w 1760 roku.

## Geografia
Obszar całkowity hrabstwa obejmuje powierzchnię 1216,89 mil² (3151,73 km²). Według szacunków United States Census Bureau w roku 2009 miało 278 559 mieszkańców. Jego siedzibą administracyjną jest Portland.

### Miasta
| Miasta | CDP | CDP |
| --- | --- | --- |
| - Baldwin - Bridgton - Brunswick - Cape Elizabeth - Casco - Chebeague Island - Cumberland - Falmouth - Freeport - Frye Island - Gorham - Gray - Harpswell - Harrison - Long Island - Naples - New Gloucester - North Yarmouth - Portland - Pownal - Raymond - Scarborough - Sebago - South Portland - Standish - Westbrook - Windham - Yarmouth | - Bridgton - Brunswick - Brunswick Station - Casco - Cousins Island - Cumberland Center - Falmouth - Falmouth Foreside - Freeport - Gorham - Gray - Little Falls - Littlejohn Island - Naples - North Windham - Scarborough - South Windham - Standish - Steep Falls - Yarmouth |     |